# Пишчеви записи 1992—1993.
Пишчеви записи 1992—1993. cy збирка одабраних дневничких записа Добрице Ћосића која се надовезује на Пишчеве записе 1981—1991. За разлику од претходне три књиге дневничких записа које обухватају четрдесетогодишњи период у пишчевом животу, у ову књигу су уврштени само записи из 1992. и прве половине 1993. године. Ти записи су настали у периоду када је Добрица Ћосић био први председник Савезне Републике Југославије. Ова књига објављена је 2002. године. Ћосић је своје записе наставио у Пишчевим записима 1993–1999.

## Јануар 1992.
Бадње вече Ћосић проводи у родној Великој Дренови са ћерком и унуцима.
У двочасовној шетњи министар спољних послова Владислав Јовановић обавештава Ћосића о међународном положају Србије, а Ћосић бива уверен да је „двовековни национални циљ – уједињење српског народа у једну државу – неостварив“. Слободана Милошевића назива „несрећним, трагичним властољубцем и самољубцем“.
Славко Милосавлевски посетио је Ћосића у име Кире Глигорова и Крсте Црвенковског, молећи га за подршку македонској независности, што Ћосић одбија.
Радован Караџић и Никола Кољевић га зову и информишу о „убрзаном наоружавању Муслимана и ратоборности Изетбеговићеве Странке демократске акције“. Са њима двојицом, Ћосић одлази на састанак са Слободаном Милошевићем, у жељи да га обавесте о ситуацији у Босни и Херцеговини. Састанак није био успешан, јер је Милошевић неповерљив према Караџићу и Крајишнику, „сматрајући да они заступају четнчке идеје“.
Ћосић се у хотелу „Интерконтинентал“ састаје са америчким амбасадором Вореном Цимерманом, коме излаже своју идеју о подели Косова.

## Март 1992.
1. марта Радован Караџић зове Добрицу Ћосића и обавештава га да су резутати референдума за независну Босну и Херцеговину, на коме Срби нису учествовали, фалсификовани, као и да Српска демократска странка не може да пристане на унитарну Босну.
Никола Кољевић позива га на Конгрес српских интелектуалаца у Сарајеву. Ћосић сматра да је рат у Босни изгледан, али да се још може спречити политичким договором све три националности. Ћосић се Конгресу обраћа писмом у коме позива на праведно територијално разграничење три народа, без тежње за етнички чистим територијама.

## Април 1992.
Ћосић пише опширно писмо Милошевићу у коме га обавештава о својим ставовима у вези да југословенском кризом. Неколико дана касније Милошевић га прима, а Ћосић одлази са састанка незадовољан Милошевићевим мањком спремности за сарадњу са неистомишљеницима.
14. априла Ћосић се састаје са вођством Демократске странке: Драгољубом Мићуновићем, Зораном Ђинђићем, Љубомиром Тадићем и Десимиром Тошићем. Предочава им неопходност сарадње опозиције и власти у циљу постизања националног консензуса. Тадић и Тошић се саглашавају са овим предлогом, али га Мићуновић и Ђинђић одбијају, сматрајући да се сарадња са Милошевићем немогућа.
На Ћосића расте притисак да прихвати функцију првог председника новоформиране Савезне Републике Југославије.

## Мај 1992.
7. маја састаје се са Слободаном Милошевићем, у присуству Светозара Стојановића, Владислава Јовановића и Милорада Вучелића. Ћосић и Стојановић се залажу да се камања за изборе за Савезну скупштину продужи за месец дана, као и да се прихвате захтеви Демократске странке – „округли сто“, финансирање кампање, равноправност у медијима. Милошевић, уз Јовановићеву подршку, одбацује њихове захтеве.
Ћосић одржава контакте са Радованом Караџићем и Николом Кољевићем. Резигниран је српским бомбардовањем Сарајева: „Ноћас се Сарајево руши. Срби желе да освоје Сарајево. Зашто? Чему то сулудо српско супротстављање читавом свету? То је коначно упропашћивање српске ствари.“
Ћосић се два пута састао са изаслаником председника Америке Џорџа Буша конгресменком Хеленом Делић-Бентли, која му је пренела поруку америчке владе да Милошевић треба да поднесе оставку, а да председник републике буде Ћосић, док би владу саставила коалиција Драшковић-Мићуновић. Ћосић је одговорио да би ту дужност прихватио под следећим условима: да буде изабран на демократским изборима; да се Америка заузме за мир; да се укину санкције СР Југославији и Америка пружи политичку и економску помоћ Србији. Она се сложила и записала његове услове, како би их пренела председнику Бушу.
30. маја Ћосић се поново састаје са Милошевићем и предлаже му да стави мандат на располагање народној скупштини до нових избора, што је Милошевић одбацио. Касније тог дана Милошевић се телефоном јавио Ћосићу и обавестио дга да је послао писма Џорџу Бушу и Борису Јељцину у коме их позива да Русија и Америка преузму контролу над Босном. Ћосић се саглашава, али слути да је за такву иницијативу прекасно.

## Јун 1992.
11. јуна Ћосић се састаје са Милошевићем, који га уз помоћ Милорада Вучелића сатима наговара да прихвати дужност председника СР Југославије, што Ћосић одлучно одбија. Договарају се да се састану сутрадан. Ћосић записује у свој дневник: „Милошевић је у свему остао веран себи. Он није спреман на радикалан заокрет. Верује да се мора издржати блокада, да иностранство не може да нас угуши; да постоје знаци попуштања. Тај човек не види да је он главна политичка препрека за решавање српске кризе.“
Ћосић трпи огроман притисак готово свих својих пријатеља да прихвати дужност председника. Само се пишчеве супруга Божица и ћерка Ана противе томе да прихвати функцију. 12. јуна се поново састаје са Милошевићем који, уз Милорада Вучелића и Брану Црнчевића наставља да га убеђује. У једном тренутку, Милошевић је рекао: „Хоћете ли да клекнем пред вама да бисте пристали да будете први председник Југославије?“, на шта му је Добрица одговорио: „Не желим да клекнете. Али не могу да се прихватим дужности коју ми нудите.“ Убеђивање се наставило, а Ћосић је отишао кући не прихвативши понуду. Увече га је телефоном позвао пријатељ Коста Михаиловић и рекао: „Чуо сам да си одбио. А ја ти, Добрице, као пријатељ, кажем: немаш права да обманеш народ који ти верује. На ту издају, Добрице Ћосићу, немаш право. Ако то учиниш, онда засвагда да ћутиш и понашаш се као мртав човек...“ Недуго затим јавио му се Слободан Милошевић, а Ћосић му саопштава да ће прихватити дужност председника Републике.
15. јуна пре подне Ћосић отвара у САНУ научни скуп с темом „Српски народ на почетку новог доба“, а по подне таксијем одлази у Савезну скупштину да прихвати дужност првог председника СР Југославије и положи заклетву. На тајном гласању само неколико посланика није гласало за њега. Дан касније Бранко Костић, дотадашњи председник Председништва СФРЈ предаје му дужност.
Првог дана на дужности Ћосић прима у свом кабинету начелника Генералштаба генерал-пуковника Животу Панића, министра унутрашњих послова генерала Петра Грачанина и његове заменике: начелника Службе државне безбедности Радивојевића и Михаља Кертеса.
Мало опозиционара подржава Ћосића: најсвесрднија је подршка писца Слободана Ракитића из СПО-а, Зоран Ђинђић га подржава – условно, а Војислав Коштуница очекује од њега да распише нове изборе, пошто га је изабрала нелегитимна скупштина.
Милошевић предлаже Ћосићу да се за председника савезне владе кандидује Милан Панић, бизнисмен из Калифорније. Ћосић се слаже и одржава консултације са Бориславом Јовићем, Момиром Булатовићем, Светозаром Маровићем и Војиславом Шешељом; они са убеђењем прихватају тај предлог.
Борис Јељцин, председник Русије, први је председник који је честитао Ћосићу на избору, а руски амбасадор је први дипломата кога је примио. Ћосић прима и патријарха Павла са владикама, који га подржава и саглашава се са његовим инагуралним говороим и предлогом да савезни премијер постане Милан Панић. Образује се и председнички кабинет; најближи Ћосићев сарадник је филозоф Светозар Стојановић. 
Председник се састаје са делегацијом опозиционог Депоса чији је састав био: Војислав Коштуница, Коста Чавошки, Владета Јанковић, Леон Којен, Никола Тасић, Милан Комненић и Данко Поповић; делегација Депоса и Ћосић ни у чему нису сагласни. Ћосић одржава састанке и са Новаком Килибардом, вођом Народне странке Црне Горе, која подржава његову политику, као и са Андрашом Агоштоном, председником Демократске странке Мађара, делегацијом СК – Покрета за Југославију, принцом Томиславом Карађорђевићем и његовом супругом Линдом, Муфтијом Јусуфспахићем, надбискупом Перком, рабином Даноном, ректором Београдског универзитета Рајком Врачаром, вођством синдиката Србије и Црне Горе, кинеским амбасадором...
Ћосић упућује поруку генералном секретару УН Бутросу Галију да помогне снабдевање болница у Босни и Херцеговини лековима. Ћосића позива либијски вођа Гадафи и њих двојица се договарају да он буде посредник између Срба и Муслимана у Босни. Гадафи позива Алију Изетбеговића, Радована Караџића и Ћосића да дођу у Либију. Ћосић прихвата, под условом да Гадафи убеди Изетбеговића. На посао, уместо уобичајених лимузина, председника вози Заставина „флорида“.

## Јул 1992.
1. јула председник Југославије предлаже Милана Панића за мандатара Савезне владе. 14. јула изабрана је нова Савезна влада на челу са Миланом Панићем. Председник и премијер изложили су пред скупштином концепцију своје будуће политике.
2. јула умро је Борислав Пекић. Ћосић записује у свој дневник: „Даровит, необично даровит писац и добар човек. И највећи радник међу нама писцима. Огромна штета за српску књижевност. Били смо на одстојању, али смо се међусобно уважавали.“
Председник је примио митрополита Амфилохија, који га је упознао са стањем и угроженошћу херцеговачких манастира, архива и црквених вредности. Примио је и британског министра спољних послова Дагласа Херда: о свему су имали супротстављена мишљења. Одржава састанак са Радованом Караџићем, Николом Кољевићем и Момчилом Крајишником, са којима разматра могућности за успостављање мира у БиХ. Разговара и са лордом Карингтоном, председавајућим конференције о Југославији. Састао се и са председником владе Републике Српске Крајине Здравком Зечевићем.
28. јула умро је Јован Рашковић. Ћосић пише: „Умро је мој најприснији пријатељ Јован Рашковић. Та смрт ме је згромила. Немам више човека за све људске разговоре, за све српске разговоре. Немам више пријатеља од кога могу све да тражим, сигуран да ће ми сваку жељу испунити. Немам више пријатеља коме сам све вероваро и коме сам био спреман све да учиним... “

## Август 1992.
Ћосић је образовао Савет за усаглашавање ставова о државној политици, у чијем су саставу, поред председника СРЈ, председници република и влада, председник Савезне владе и најзначајнији министри.
7. августа у писму Елију Визелу предложио је формирање посебне комисије ради утврђивања истине о оптужбама америчких и европских медија о постојању концентрационих логора у БиХ и Алексинцу.
Никшу Стипчевића, професора на Катедри за италијански језик, председник је поставио за свог специјалног изасланика у Риму, а планира да у Лондон пошаље члана Демократске странке Десимира Тошића. Од свих политичара Ћосић најчешће разговара са председником Демократске странке Драгољубом Мићуновићем.
Пред конференцију у Лондону Ћосић одржава консултативни састанак са лидерима парламентарних странака, као и са председницима Академија наука и уметности Србије и Црне Горе, огранка Сану у Новом Саду, ректорима и проректорима универзитета у Београду, Нишу, Крагујевцу и директорима научних института „Винча“, „Михајло Пупин“, Института друштвених наука, Института за међународну политику и привреду, Института за европске студије, Института за савремену историју и Института за физику. Састаје се и са патријархом Павлом, који је на разговор повео митрополита Амфилохија и владике Иринеја и Стефана.
Са супругом председник СРЈ одлази у Добановце, како би у тишини написао говор за Конференцију у Лондону. Одбија да се смести у Титовој вили, већ борави у кући саграђеној за Брозовог домара.
Крајем августа у Лондону се одржала међународна конференција о Југославији, а југословенску делегацију је предводио Добрица Ћосић. Ћосић у записима описује своје утиске са конференције, као и неслагања чланова српске делегације: Слободана Милошевића и Милана Панића.

## Септембар 1992.
Ћосић прима Сајруса Венса, представника Савета безбедности и лорда Дејвида Овена, представника Европске заједнице.
Председник Србије Милошевић и премијер Југославије Панић ступају у озбиљан политички скуоб, а Ћосић је на Панићевој страни. О Милошевићу записује: „Он је спреман да упропасти Србију да би сачувао власт. Он више воли себе и власт од Србије и Црне Горе. Знао сам да је самовољник и властодржац; али нисам ни слутио да је толико бескупулозан. И нисам ни слутио да је, заиста, политички лажов“.
Момир Булатовић, Мило Ђукановић и Светозар Маровић предлажу Ћосићу да се кандидује против Милошевића на изборима. Маровић га убеђује да би његово повлачење представљало „моралну издају српског народа. “
Крајем месеца Ћосић се опет састаје са Сајрусом Венс и лордом Овеном, који му предлажу да се 30. септембра у Женеви сретне са председником Хрватске Фрањом Туђманом, што он прихвата. Њих двојица су потписала Декларацију о заједничком раду на окончању сукоба у БиХ.. Ћосић се у Женеви сусрео и са министром иностраних послова Велике Британије Дагласом Хердом, који га је замолио да се не бави унутрашњом, већ само спољном политиком Србије, а да ће имати подршку британске владе.

## Октобар 1992.
Декларацији „Ћосић – Туђман“, одлучно су се супротставили Слободан Милошевић и Војислав Шешељ. Ћосића подржавају Љубомир Тадић и Драгољуб Мићуновић, с врхом Демократске странке. Милан Панић захтева оставку Слободана Милошевића, а представници Социјалистичке партије Србије и Српске радикалне странке оштро нападају Ћосића и Панића у парламенту.
Ћосић се састаје са Гораном Хаџићем, председником Републике Српске Крајине, Милом Паспаљем, председником скупштине РСК и премијером РСК Здравком Зечевићем. Ћосић их упозорава да прихватање одлука Америке и Европске заједнице нема алтернативу. Ћосић шаље своје изасланике у Приштину да покушају да успоставе дијалог са лидером косовских Албанаца Ибрахимом Руговом.
20. октобра Добрица Ћосић и Фрањо Туђман потписали су, у Женеви, другу декларацију којом је било предвиђено отварање бироа за везу Загреба и Београда, отварање путева и комуникација и регулисање питања платног биланса и пензија. Док је Ћосић боравио у Женеви, полиција је насилно ушла у зграду Савезног министарства унутрашњих послова и просторије Службе државне безбедности, разоружала полицајце, преузела обавештајну технику, документацију, архиву и савезне службенике избацила напоље. Тиме је СР Југославија остала без службе државне безбедности, а Ћосић то назива пучем. Он се у Генералштабу састаје са генералима и обавештава их о Милошевићевим поступцима, као и о свом убеђењу да је државни и национални интерес да Милошевић оде с дужности председника Србије, али не наилази на подршку генерала којој се надао.
24. октобра Ћосић расписује изборе за Савезну скупштину за 20. децембар, а дан касније путује у званичну посету Риму, где се састаје са италијанским државницима; између осталих са председником Италије Луиђијем Скалфаром и председником Сената Ђованелијем Спадолинијем. По повратку у Београд сусрео се са Венсом и Овеном, који га убеђују да треба да се кандидује за председника Србије и скине са власти Слободана Милошевића.

## Новембар 1992.
Ћосић саветује Милошевића да се не кандидује за председника Србије, на шта му Милошевић одговара: „Ако ви нећете да се кандидујете, ја ћу се кандидовати“. Лорд Овен за Шпигл изјављује да је Добрица Ћосић једини човек који може да се супротстави Милошевићу.
Ћосић опет путује за Женеву где, уз учешће Радована Караџића, Николе Кољевића, Момчила Крајишника и Алексе Бухе, води разговоре за Алијом Изетбеговићем и Фрањом Туђманом о босанском рату, миру и уређењу Босне и Херцеговине. Није постигнут никакав напредак.
У Швајцарској Ћосић се разболео од запаљења простате: прегледали су га у Лозани, па је из Женеве хитно пребачен на Војномедицинску академију у Београду, где је оперисан. Милан Панић и Светозар Стојановић га обилазе и врше притисак да истакне своју листу која би се супротставила Милошевићу на предстојећим изборима, што он одбија.
Ћосић пише Бутросу Галију о хрватској офанзиви на источну Херцеговину и прети употребом Бојске Југославије ради заштите српског народа у Херцеговини. Гинтер Кроборг, помоћник немачог министра спољних послова Клауса Кинкела, долази у тајну посету председнику СРЈ, а тема разговора је Косово и Метохија. Ћосић моли Кроборга да изврши притисак на Албанце са Косова да изађу на предстојеће парламентарне изборе. Албанци су тај предлог одбили.
Ћосић у интервјуу Политици изјављује да се „у овом невремену треба повити, сагнути се, али не клекнути“, на шта Милошевић изјављује „Србија се неће ни повијати, ни сагињати, него ће сваком усправно гледати у очи само као равноправна, независна и слободна.“ Социјалистичка партија Србије чак је као слоган пред предстојеће изборе узела паролу „Србија се сагињати неће.“

## Децембар 1992.
Нобеловац Ели Визел је посетио Србију и Босну и Херцеговину да утврди да ли Срби имају концентрационе логоре. Ћосић је по њега послао авион, а приредио му је и вечеру у својој кући.
Председник Ћосић прима Виталија Чуркина, заменика министра спољних послова Русије и предлаже му свој сусрет са Јељцином. У изјави једном шведском листу даје политичку подршку Милану Панићу и поново се дистанцира од Слободана Милошевића, Војислава Шешеља и Вука Драшковића.
На изборима 20. децембра Слободан Милошевић је победио Милана Панића, који је имао само десетак дана за изборну агитацију. Панић је добио око милион и шест стотина хиљада гласова. Ћосић записује: „То је убедљив доказ колико српски народ не одобрава политику Слободана Милошевића. За Милошевића је радила целокупна државна власт, телевизија, моћна странка, социјалистичке традиције и националне инерције, а нетријумфално је победио човека који је пре пола године дошао из Америке, који нема странку, ни телевизију, ни новине, против којег се, уз то, водила нечасна пропаганда. “
Патријарх Павле с владиком Иринејом долази код Ћосића да га подржи и саветује да не подноси најављену оставку.
Крајем месеца Ћосић путује у Женеву где се сусреће са генералним секретаром УН Бутросом Галијем, Венсом и Овеном, француским министром иностраним пославоа Роландом Димом и хрватским председником Фрањом Туђманом. Венс и Овен га саветују да ни по коју цену не подноси оставку на дужност председника. Дима му преноси савет председника Француске Митерана да не подноси оставку. Бутрос Гали ми је рекао „Ви морате да наставите политику коју сте започели. Ваша оставка би била катастрофа за ваш народ.“ У Женеви је постигнута и једна значајна политичка сагласност између Туђмана и Ћосића. Наиме, Туђман је сматрао да БиХ као држава никада у историји није постојала, нити може да постоји, са чим је Ћосић изразио пуну сагласност. Договорили су се да на тим основама утичу на своје сународнике у Босни, Туђман на Хрвате, а Ћосић на Србе, и учине их савезницима.
29. децембра у Савезној скупштини изгласано је неповерење премијеру Милану Панићу.

## Јануар 1993.
3. и 4. јануара Ћосић у Женеви преговара са Венсом, Овеном и Туђманом о постизању мира у Босни и Херцеговини. Венс и Овен предлажу план децентрализације и поделе БиХ на десет провинција. Радован Караџић тај план одбија. Ћосић се у Божићој честитки обраћа грађанима и обавештава их о својим преговарачким активностима и положају Србије и Републике Српске.
8. јануара Ћосић организује састанак са вођама парламентарних странака како би се консултовао о свом наступу пред наставак женевских преговора, али састанак пропада због понашања председника СРС Војислава Шешеља, кога је Ћосић морао да избаци напоље. Ћосић је уверен да је Шешељ Милошевићев провокатор и да су њих двојица одлучни да га смене са места председника СРЈ.
Председавајући Савета министара Европске заједнице, Данац Јенсен, се сусреће са Ћосићем и упозорава га да Срби морају да прихвате женевски споразум. На седници Државног савета, коме су присуствовали, уз руководство Србије и Југославије, и водећи људи Републике Српске и Републике Српске Крајине, долази до озбиљног мимоилажења мишљења између Ћосића и Милошевића са једне стране и Караџића и представника РСК са друге. Делегација Републике Српске није спреман да прихвати план Венса и Овена. 10. јануара настављени су женевски преговори: Ћосић, Милошевић и Булатовић пристају на Венс-Овенов план, а Караџић свој пристанак условљава пристанком скупштине Републике Српске. 
Крајем месеца Ћосић поново одлази у Женеву на преговоре. Он је сигуран да Република Српска Крајина не може опстати и записује: „Аутономија по моделу Оланда у Финској, за шта се залажу Срби у Хрватској на челу с Пуповцем и другим „градским Србима“, највиши је политички циљ који Срби у Хрватској можда могу да остваре. “
У Атини Ћосић се састао са председником Грчке Караманлисом и премијером Мицотакисом. Караманис га саветује: „Сачекајте своје време. Свет се брзо мења. Сада је вама најгоре време. Бежите из њега. Није то пораз. Сада морате изнети живу главу. Сутра ће бити прилике да остварите оно што данас не можете.“

## Фебруар 1993.
Радован Караџић јавља Ћосићу да се у Босни против Срба бори две до три хиљаде муџахедина из Ирана, Пакистана, Малезије и других исламских земаља и захтева од њега да то питање постави пред светском заједницом.
Ћосић одржава консултације са шефовима парламентариних странака о новом мандатару Савезне владе. Његова идеја о концентрационој влади је одбијена, а нови премијер је постао Радоје Контић. Када му је Контић изнео састав владе коју му је Милошевић издиктирао, Ћосић је „запрепашћен“. Пошто су његове комуникације са Милошевићем „практично прекинуте“, шаље писмо Милошевићу у коме га моли да у владу не уђу људи који су „слаби, компромитовани, безугледни“. Посебно апострофира Милана Милутиновића, као бившег комунистичког функционера који је, њега-Ћосића, својевремено прогнао из Српске књижевне задруге као „непријатеља самоуправног социјализма“. Милошевић му узвраћа писмом у коме оспорава да је он састављао владу Радоју Контићу.
13. фебруара Ћосић говори на сахрани песникиње Десанке Максимовић у Бранковини.
25. фебруара Ћосић путује у Румунију где се састао са председником Илијескуом, који је у разговору осудио санкције против СРЈ и признање БиХ.
Ћосић почиње да ради на белешкама за свој роман Време власти.

## Март 1993.
Поводом злочина у Штрпцима Ћосић у дневник записује: „Ужасан догађај. Морамо енергично деловати и наћи злочинце. Ангажовао сам Матовића, СУП, министра правде, војску и послао их на терен да испитају догађај и предузму одговарајуће мере. Тражићу од Радована и Младића да ми доставе извештај о том догађају. А злочин терети и срамоти све Србе.“
Руски амбасадор врши притисак на Ћосића да убеди Караџића да потпише Венс-Овенов план. Притисак на њега врши и руски министар спољних послова Косирјев, који је посетио Београд. Из истог разлога Ћосића посећује и генерални секретар италијанског Министарства спољних послова Бруно Ботајо. Милошевић, Булатовић, Контић и Ћосић учестало разговарају о овој теми, а Ћосић је дубоко незадовољан понашањем и ставовима Слободана Милошевића.
Крајем месеца Ћосић говори пред Европским парламентом у Бриселу о правима и интересима Југославије и Срба у Хрватској и БиХ. У Бриселу Ћосић се састао са белгијским министром спољних послова и потпредседником владе Вилијем Класом, замеником министра иностраних послован Русије Виталијем Чуркином и вођама посланичких група у Европском парламенту.
Ћосић је примио делегације енглеског и грчког парламента.

## Април 1993.
4. априла одржава се састанак коме присуствују, осим Ћосића, Слободан Милошевић, Момир Булатовић, Радоје Контић, Владислав Јовановић, Радован Караџић, Никола Кољевић и Момчило Крајишник, на коме је главна тема била Венс-Овенов план, који је дан пре тога скупштина Републике Српске одбацила. После састанка Ћосић записује : „Овој земљи са садашњим вођством и односима у њему, одиста, нема спаса“.
Момир Булатовић обавештава Ћосића да је имао конфликт са Милошевићем и да му је Милошевић замерио што се „брани Ћосића“. Булатовић обавештава председника СРЈ да се противи његовом смењивању.
У Србију је дошао премијер Грчке Мицотакис са којим се Ћосић два пута састао у Београду. Мицотакис је наговарао водеће политичаре у српској власти да притисну Србе у Босни да потпишу Венс-Овенов план.
Ћосића у његовом дому посећује заменик министра иностраних послова Русије Чуркин. Тема разговора је рат у Босни.
На Благовести Ћосић открива бисту Јована Дучића на Калемегдану. Основу говора који је одржао написао је Рајко Ного. Ћосић Дућића сматра јединим српским писцем у првој половини двадесетог века који је разумео заблуде и трагику српског југословенства.
Чуркин опет посећује Ћосића и саопштава му да ће Русија у савету безбедности „морати да гласа за резолуцију о новим санкцијама и изолацији Југославије, јер је њен положај толико тежак да не сме да ризикује несагласност са Америком и Европом“. Ћосић се састао и са Бернардом Бартоломјуом, изаслаником председника САД Била Клинтона са специјалном посредничком мисијом и „босанској кризи“.
Ћосић је изиритиран понашањем Војислава Шешеља, кога сматра за Милошевићеву марионету: „Један вулгаран, болесно амбициозни дошљак, Шешељ, чијем сам доласку у Београд и афирмацији борца за демократију ја највише допринео, постао је главна политичка личност уз Слободана Милошевића и његов поуздани партнер – сада захтева моју смену.“
Ћосић се у другој половини месеца учестало састаје са лордом Овеном, Милошевићем, Караџићем, Крајишником и генералом Младићем; тема разговора је Венс-Овенов мировни план. Милошевић и Ћосић шаљу писма Скупштини Републике Српске, апелујући на њу да прихвати Венс-Овенов план. Скупштина РС га једногласно одбија.

## Maj 1993.
Крајем априла и почетком маја у Атини одржавају се преговори којима су, осим Ћосића, присуствовали Венс, Овен, Туђман, Изетбеговић, Милошевић, Булатовић, Караџић, Кољевић, Крајишник, Буха... Милошевић, Булатовић и Ћосић наговарају делегацију РС да прихвати Венс-Овенов план. Крајишник је у једном тренутку рекао Ћосићу: „Председниче, ако ми наредите да скочим са овог спрата и разбијем се на бетону, ја ћу да скочим. Али, не могу да потпишем Венс-Овеном план“. На крају Караџић га је потписао, али уз услов да га прихвати Скупштина РС.
5. и 6. маја заседала је Скупштина Републике Српске, којој су присуствовали Ћосић, Милошевић и Булатовић, као и грчки премијер Мицотакис. Ћосић је два пута говорио апелујући на Скупштину да прихвати Венс-Овенов план. Скупштина га је огромном већином одбила и тиме поништила Караџићев потпис. Једини посланик који се изјаснио за план био је Милорад Додик.
Ћосић планира да 15. јуна, на годишњицу ступања на место председника СРЈ, поднесе оставку. Он то овако објашњава: „Не могу више да сарађујем с Милошевићем. Неискрен је, лукав, бескрупулозан и амбициозан; не говори истину, ради тајно, све држи под својом шапом; полицијом контролише читаву СРЈ, влада и спољном обавештајном службом“.
27. маја Ћосић присуствује седници Штава Врховног команданта у Добановцима, а дан на његов позив одржава се састанак са руководством Републике Српске, Југославије, Србије и Црне Горе, на коме је једини изостао Милошевић, који је био „заузет“. 29. маја одржава последњу и највећу медијску конференцију са места председника СРЈ, пред више од 150 домаћим и страних новинара.
30. маја Ћосића је у његовој кући посетио пуковник контраобавештајне службе Војске Југославије и обавестио га да ће бити смењен са места председника Републике, на предлог Војислава Шешеља, на шта му је Ћосић одговорио да му је то већ познато. Пуковник му је рекао да је Служба у могућности да то спречи документима којима располаже против Шешеља. Отворио је актнташну и рекао: „Показаћемо му шта о њему знамо и натерати га да заћути“. Ћосић га је зауставио у намери да му покаже документа речима: „Пуковниче, немојте да ме браните од Војислава Шешеља. Он ради оно што му други каже. Чувајте ви та документа у вашој каси за другу прилику“.

## Јун 1993.
1. јуна, у један час после поноћи, Ћосић је смењен са места председника СРЈ. Шешељ га је оптужио да је са Хрватима „преговарао о продаји Крајине“ и да хоће да „дели Косово са Албанцима.“ Социјалисти су га оптужили да је спремао пуч. Ћосића су бранили посланици Демократске странке, између осталих председник ДС-а Драгољуб Мићуновић и професор Мирољуб Лабус, као и неколико посланика коалиције ДЕПОС. 77 посланика је гласало за смену, 22 је било против, а 24 уздржаних. Светозар Маровић, представник Црне Горе у савезној Скупштини, је изјавио да је „победила већина, а изгубио морал“.
2. јуна Ћосић у изјави Танјугу говори о разлозима своје смене, а тог дана поподне у његовом дому посетио га је патријарх Павле, који му је том приликом, између осталог, рекао: „Господине Ћосићу, ми смо непријатно изненађени оним што се догодило у Скупштини. То није добро за наш народ. Не разумем те људе који су се на тај чин одлучили. Али, шта је – ту је. Времена су таква. Желим да вам у име цркве и нашег православног народа захвалим за све што сте учинили за наш народ на дужности коју сте вршили. Ја сам поздравио ваш избор за председника; ја сам вас саветовао и молио да не подносите оставку после избора. Послушали сте ме, хвала вам... “. 